# هاویک
هاویک (به انگلیسی: Hawick) یک شهرک در اسکاتلند است که در اسکوتیش بوردرز  واقع شده‌است. هاویک ۱۴٬۲۹۴ نفر جمعیت دارد.